# 軽井沢プリンスホテルスキー場
軽井沢プリンスホテルスキー場（かるいざわ-じょう）は、長野県北佐久郡軽井沢町にあるスキー場である。軽井沢プリンスホテルが運営しており、同ホテル敷地内に位置する。

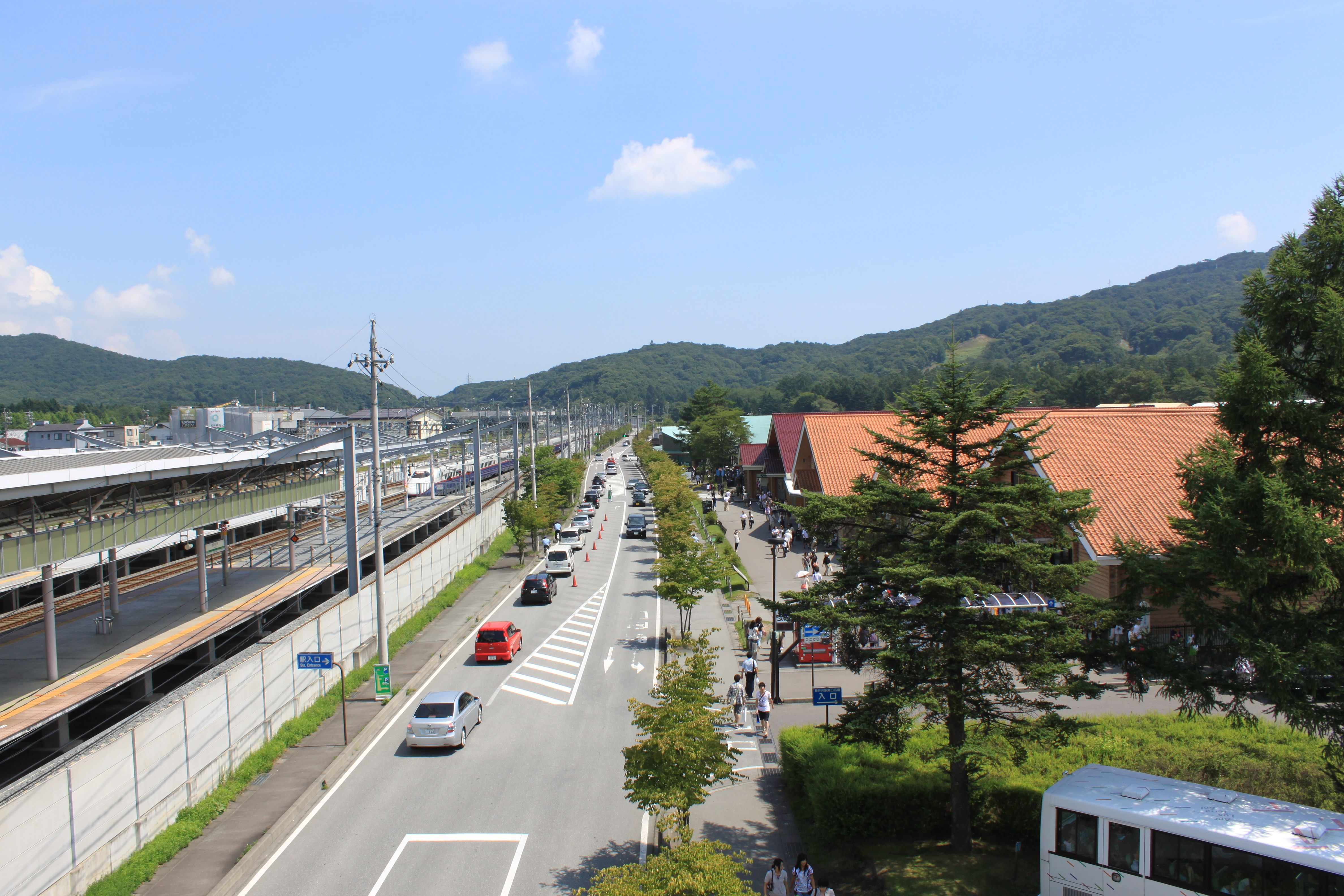
右手奥に見える山がスキー場。右手手前に軽井沢・プリンスショッピングプラザ、左手手前に軽井沢駅がある。

北陸新幹線停車駅である軽井沢駅や大型ショッピングモールである軽井沢・プリンスショッピングプラザの至近に位置している（ほぼ隣接している）、全国的にも珍しい利便性に極めて優れたスキー場である。

## 概要
軽井沢は雪があまり降らない土地であるが、低温にはなるため、人工造雪機（ICS）・人工降雪機によってゲレンデ造りを行う。
近年では、屋外スキー場としてはスノータウンYeti（静岡県）に次いで全国で2番目に早くオープンし、長野県内では最も早くオープンするスキー場となっている（例年11月1日〜3日頃）。地の利も活かし、ニューモデルの試乗会などが開催される事が多い。
標高差があまり無く、初級～中級コースが多い、老若男女が楽しむことができるリゾートコースである。
ナイター営業を実施。スノーボードは全面滑走可能。

## コース・リフト
9本のリフトにより、10本のコースが設定されている。
- クワッドリフト - 2基(フード付き)
- トリプルリフト - 1基
- ペアリフト - 6基

その他、キッズパークにはスノーエスカレーターが設置されている。

## 交通
- 上信越自動車道碓氷軽井沢IC、佐久平PA（スマートIC）
- 東日本旅客鉄道北陸新幹線、しなの鉄道しなの鉄道線：軽井沢駅からシャトルバス(約1分)

## 沿革
- 1973年（昭和48年）- 開業。
- 2005年（平成17年）- 2005-2006シーズンからICS(人工造雪機)を増設。リフト14本を備え12コースを設定。
- 2007年（平成19年）- 2007-2008シーズンから第1ロマンスリフトB線、第9ロマンスリフトを廃止。
- 2008年（平成20年）- 2008-2009シーズンから第2ロマンスリフトB線を廃止。
- 2009年（平成21年）- 2009-2010シーズンから第8ロマンスリフトを廃止。
- 2010年（平成22年）- 2010-2011シーズンからリフト名称を改称(第1高速→ウエスト高速 等)。
- 2012年（平成24年）- 2012-2013シーズンからトリプルリフトを廃止。
- 2015年（平成27年）- 2015-2016シーズンから、くりの木リフト（旧第6ロマンス）をリニューアルし、2人乗りから3人乗りへ変更した。[2]。
- 2016年（平成28年）- 2016-2017シーズンからICS（人工造雪機）を一部更新し、より細かい人工雪になったとしている[3]。

## 矢ヶ崎山
造設地形となっている矢ヶ崎山は、外国人避暑地の時代からハイキングスポットとして有名であり、その頂上は、付近の山々が一望できるため、外国人避暑客から”Prospect Point”（展望ポイント）と呼ばれていた。1914年（大正3年）8月14日には、イギリス人宣教師で登山家としても知られたウォルター・ウェストンが、妻フランセスと二人で矢ヶ崎山の散策を楽しんでいる。